# Antoni Sławomir Mirecki
Antoni Sławomir Mirecki (ur. w 1809 – zm. 11 grudnia 1883 roku) – polski inżynier.
Pochodził z Lublina, wziął udział w powstaniu listopadowym jako podoficer artylerii konnej. Emigrował w 1832 roku, mieszkał początkowo w Bourges. W 1835 roku ukończył w Paryżu Szkołę Centralną Sztuk i Rękodzieł. Pod koniec życia jako emeryt mieszkał w Enghien. 
Pochowany na Cmentarzu Les Champeaux w Montmorency.